# Martinezostes asper
Martinezostes asper is een keversoort uit de familie Hybosoridae. De wetenschappelijke naam van de soort is voor het eerst geldig gepubliceerd in 1859 door F Philippi.